# Liber feudorum maior
Liber feudorum maior (Originalmente Liber domini regis)  o Gran Libro de los feudos. La palabra "feudorum" también aparece en los textos medievales como "feodorum", y para poder ver su significado se debe usar un diccionario de latín medieval.
Se trata de un cartulario regio, un códice diplomático, compilado por Ramón de Caldes, quien fue deán de la catedral de Barcelona, que recoge principalmente los documentos referentes a los dominios de la casa Real de Aragón y del resto de casas condales que se integraron en ella.
Fue recopilado en 1192 por el rey Alfonso II de Aragón y se conserva en el Archivo General de la Corona de Aragón.

## Concepción
El rey Alfonso el Casto encargó la compilación a Ramón de Caldes, jurista y decano de la iglesia de Barcelona (1161-1199) con la intención de engrandecer el reino, fraccionado y muchas veces usurpado por los señores feudales. 

## Contenido
Contiene alianzas, ventas, testamentos, solicitudes de castillos y sacramentos de homenaje. Se componía de dos volúmenes que compilaban un total de 888 folios divididos en dos volúmenes y cerca de un millar de documentos, los más antiguos del siglo IX. Gran parte de estos documentos estaban datados en los siglos XI y XII.
Estos documentos estaban acompañados de miniaturas que representaban, en gran parte de las ocasiones, las relaciones de vasallaje donde se ve claramente quién es el señor y quién es el vasallo (estos últimos se encuentran de rodillas). Las miniaturas pueden clasificarse en dos estilos: románico y gótico. La mayor diferencia entre ambas es el uso de los pigmentos (en el gótico usan colores más llamativos como el azul o el rosa). Un claro ejemplo es la imagen que aparece al inicio de la página de Alfonso II de Aragón y su esposa Sancha de Castilla. 

## Estado
Ambos volúmenes se conservaron al completo hasta finales del siglo XVIII. En este siglo se perdieron gran parte de los documentos, pero todavía no se sabe el motivo de dicha pérdida. Algunos de estos textos pudieron ser recuperados gracias a la información que proporcionan los índices en cada volumen. 
Después de múltiples mutilaciones, tan solo quedan 88 folios con 183 escrituras, con las que se forma un solo volumen que recoge los restos de los originales. La caligrafía es de tipo franco y destaca por contener 79 miniaturas. Francesc Miquel i Rosell lo publica modernamente (1945-1947) el texto en base al índice del siglo XVI, hecho que le permite reconstruir el contenido del cartulario original, y le añadió escrituras conservadas en el Archivo de la Corona de Aragón, totalizando un global de 902 documentos y la reproducción de numerosas miniaturas.